# Synalpheus brevicarpus
Synalpheus brevicarpus is een garnalensoort uit de familie van de Alpheidae. De wetenschappelijke naam van de soort is voor het eerst geldig gepubliceerd in 1891 door Herrick.